# Stupava (okres Malacky)
Stupava (Hongaars:Stomfa) is een Slowaakse gemeente in de regio Bratislava, en maakt deel uit van het district Malacky.
Stupava telt 8593 inwoners.